# Sidi Allal Tazi
Sidi Allal Tazi (en arabe : سيدي علال التازي) est une ville du Maroc. Elle est située dans la région de Rabat-Salé-Kénitra.

### Sources
- (en) Sidi Allal Tazi sur le site de Falling Rain Genomics, Inc.